# Michail Iwanowitsch Serdjukow

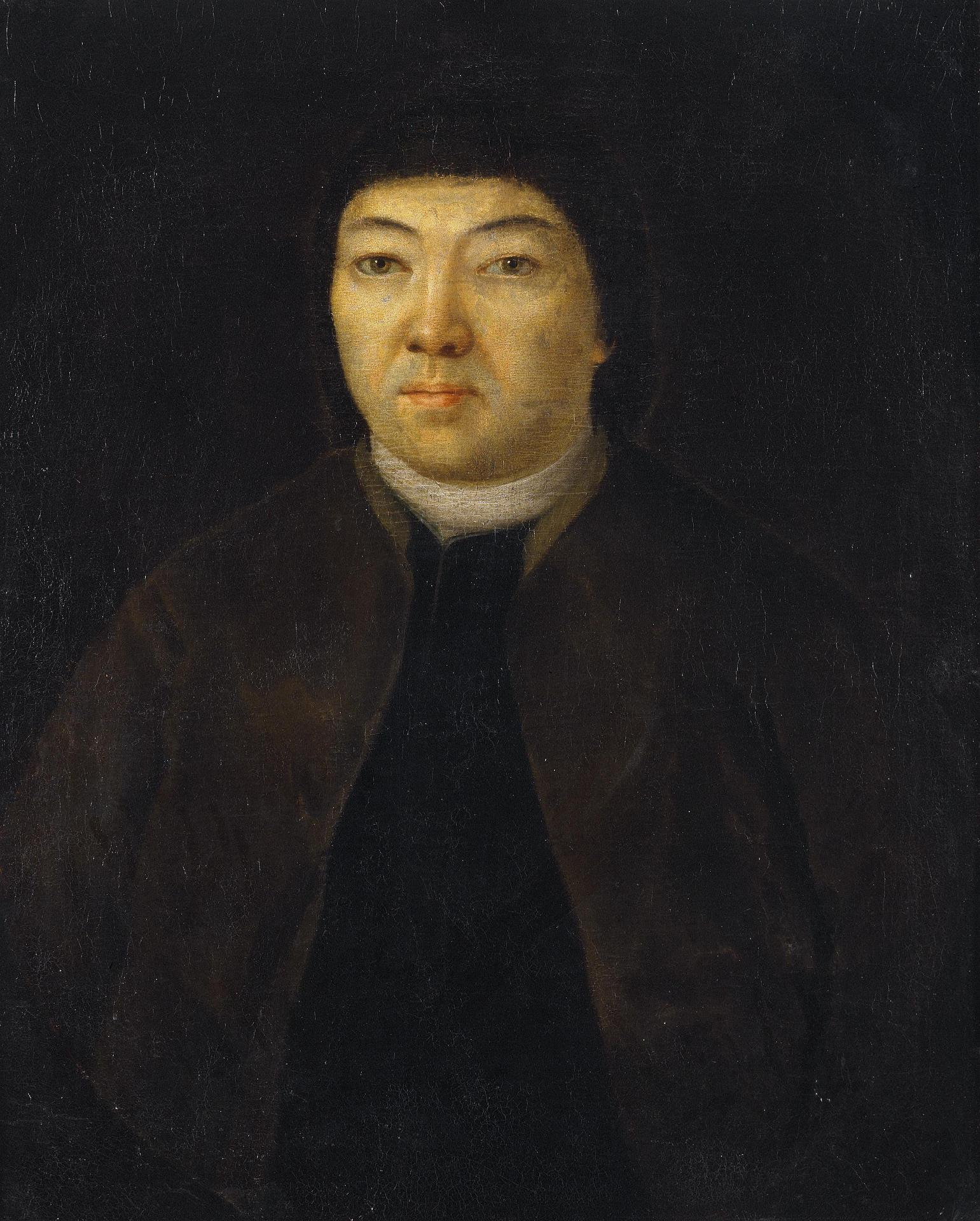
Michail Iwanowitsch Serdjukow (Eremitage, St. Petersburg)

Michail Iwanowitsch Serdjukow, geboren Barono Silinginow oder Barono Imegenow, (russisch Михаил Иванович Сердюков; * 1678 in der Mongolei; † 23. Novemberjul. / 4. Dezember 1754greg. im Ujesd Wyschni Wolotschok) war ein russischer Kaufmann, Unternehmer und Wasserbauer mongolischer Herkunft.

## Leben
In Kalmückien gilt Serdjukow als Kalmücke, zumal der damalige Kammerjunker Friedrich Wilhelm von Bergholz ihn in seinem Tagebuch als Kalmücken bezeichnete. Nach den von Wiktor Wirginski und Michail Jakowlewitsch Liberman ausgewerteten Archivmaterialien wurde Barono Silinginow 1678 in der Mongolei an der Selenga geboren. Sein Vater Imegen-Siligen war Bogenmacher und Sattler. Silinginow wurde in einem buddhistischen Kloster erzogen.
Im Alter von 13 Jahren wurde Silinginow bei einem der Grenzkämpfe aufgegriffen und in den russischen Selenga-Ostrog und dann nach Jenisseisk gebracht. Dort kaufte der Handelsbeauftragte Iwan Michailowitsch Serdjukow eines  ausländischen Moskauer Händlers Silinginow für 10 Rubel, ließ ihn auf den Namen Michail taufen und gab ihm seinen Familien- und Vatersnamen. Bei einem Diakon lernte der Junge schnell russisch sprechen, lesen und schreiben.
1695 kehrte Iwan Serdjukow mit Michail Serdjukow nach Moskau zurück und reiste dann mit ihm in Handelsgeschäften nach Archangelsk, Astrachan und Persien. Als Iwan Serdjukow 1700 starb, kam Michail Serdjukow in den Dienst des Moskauer Kaufmanns Matwei Grigorjewitsch Jefreinow. Dort lernte ihn Peter I. kennen, ließ ihn sogleich in die Liste der Nowgoroder Kaufleute einschreiben und gab ihm Aufträge. Im Großen Nordischen Krieg lieferte Serdjukow in großem Umfang Brot und Mehl an die Armee.
1705 heiratete Serdjukow die Tochter Anna Filippowna eines Nowgoroder Zoĺlbeamten. Er pachtete Land in Wyschni Wolotschok und errichtete eine Brennerei. Seit 1703 wurde auf Befehl Peters I. bei Wyschni Wolotschok ein Kanal von der Zna zur Twerza gebaut, der als Wyschni-Wolotschok-Kanal bekannt ist und den Wasserweg von der neuen Hauptstadt St. Petersburg zur Wolga eröffnen sollte. Die Leitung des Vorhabens war dem Fürsten Matwei Gagarin übertragen worden, und die technische Leitung mit dem Bau von Schleusen nahmen 10 niederländische Meister mit Adrian Gauter an der Spitze wahr. Nach der Fertigstellung 1708 zeigte sich bereits im Sommer 1709, dass wegen der zu niedrigen Schleusen die Wasserversorgung für den ungestörten Schiffsverkehr nicht ausreichte. Wegen ungenügender Wartung verfielen die Anlagen. Serdjukow hatte den Verlauf der Bauarbeiten sorgfältig beobachtet.
Im Frühjahr 1718 wurden durch ein Hochwasser die Schleusen so stark beschädigt, dass der Kanal nicht mehr benutzbar war. Darauf wandte sich Serdjukow 1718 und 1719 an Peter I. mit einem Vorschlag zur Sanierung des Kanals. Peter I. rief ihn nach St. Petersburg, informierte ihn über den Plan zur Erneuerung des Wyschni-Wolotschok-Kanalsystems und schenkte ihm das Buch eines französischen Wasserbauers. Im Juni 1719 wurde Serdjukow durch kaiserlichen Ukas die privatwirtschaftliche Verwaltung des Wyschni-Wolotschok-Kanalsystems mit den zugehörigen Schleusen übertragen. Entsprechend den Vorschlägen Serdjukows wurden nun durch Dammbau, Flussumleitungen und  -begradigungen und den Bau neuer Schleusen die Wasserstände für die ungestörte Schifffahrt reguliert, so dass 1722 das Kanalsystem schiffbar war. Angefeindet wurde Serdjukow von den Kutscher-Artels, die ihre Arbeit verloren hatten, und den Klosterbehörden, durch deren Ländereien der Kanal verlief. Serdjukows Gerberei wurde in Brand gesteckt, worauf Peter I. die Schutzmaßnahmen für den Kanal und Serdjukows Fabriken verstärkte. Abgesehen von der Instandhaltung des Kanalsystems ließ Serdjukow Schiffe für den eigenen Bedarf und staatliche Aufträge bauen. Für seine Tätigkeit erhielt er von Peter I. zwei Goldringe.
Nach dem Tod Peters I. 1725 wurde die generelle Unterstützung Serdjukows durch den Staat eingestellt. Die Kostenerstattung für die Kanalunterhaltungsmaßnahmen erfolgte teilweise nur mit 15-jähriger Verspätung. Nach dem Regierungsantritt der Kaiserin Anna 1730 versuchte Burkhard Christoph von Münnich mehrmals, Serdjukow als Kanalsystemverwalter abzusetzen, so das Serdjukow sich mehrmals vor dem Senat verantworten musste. Der Damm für den wasserspeichernden Sawodskoje-Stausee in der Nähe des 1719 erbauten Gutshofs Serdjukows westlich Wyschni Wolotschoks wurde 1741 gebaut. Nach dem Regierungsantritt Elisabeths 1741 wurde Serdjukow mit Ukas vom Oktober 1742 in den erblichen Adel aufgenommen. 1744 erhielt Serdjukow den Auftrag für die Räumung der Stromschnellen der Msta bei Borowitschi. Er staute die Msta-Nebenflüsse, so dass im Sommer im trockenen Flussbett gearbeitet werden konnte.
Serdjukow starb am 4. Dezember 1754 auf seinem Gutshof bei Wyschni Wolotschok und wurde auf dem Gemeindefriedhof begraben, der nicht erhalten ist.

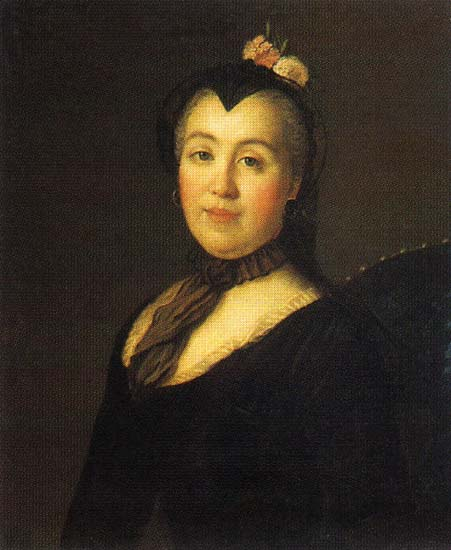
Serdjukows Tochter Jelena Michailowna Chrapowizkaja (Pietro Rotari, Russisches Museum)

Serdjukows Sohn Iwan Michailowitsch Serdjukow (1721–1761) absolvierte das Gymnasium der St. Petersburger Akademie der Wissenschaften, übernahm nach dem Tod des Vaters die Kanalverwaltung, heiratete Anna (Jewfimija) Akinfejewna Demidowa, Tochter des Unternehmers Akinfi Demidow, und ertrank infolge eines absurden Zufalls im Sawodskoje-Stausee. Iwan Serdjukows Sohn Michail Serdjukow leitete dann das Kanalsystem bis 1765.
Ab 1774 wurden die Wyschni-Wolotschok-Kanäle staatlich verwaltet. In der Mitte der 1770er Jahre wurde am Sawodskoje-Stausee ein Serdjukow-Kenotaph angelegt, das erhalten ist. Als 1785 Kaiserin Katharina II. auf der Wyschni-Wolotschok-Wasserstraße reiste, befand sich in ihrer Begleitung ihr Kabinettssekretär und Enkel Serdjukows Alexander Chrapowizki, nach dessen Tagebucheintragung Johann Conrad Gerhard und weitere Wasserbauer in der Begleitung Katharinas II. die Qualität der Anlagen lobten. Darauf ordnete Katharina II. ein Denkmal zu Ehren Serdjukows an. Ein Jahr später wurden zwei Granit-Obelisken an der Twerza-Schleuse und zwei weitere am Sawodskoje-Stausee neben Serdjukows Gutshof aufgestellt. 1912 wurde am Serdjukow-Kenotaph ein Denkmal errichtet. 2006 wurde das von Juri Slotja geschaffene Denkmal für Peter I. und Serdjukow auf dem Bahnhofsplatz in Wyschni Wolotschok aufgestellt.